# 輔音字母
輔音字母（英語：consonant letter）或稱子音字母，和元音字母相對。簡單來說，所有非元音字母就是輔音字母。然而，在不少語言，除了元音和輔音以外，還有一種叫做半元音或介母的字母。介母本身很難定義算是元音還是輔音。再者，由於複輔音的出現，使這個決定更困難。Unicode 組織在討論IPA字母時，就曾爭論過普通話的“j”、“q”、“x”究竟是否一個輔音字母，還是由“ts”、“tsh”、“s”再加上“i”的半元音所合成。到了最近，才給予它們輔音的地位，使得藏緬語族一系列的輔音字母得以補充入Unicode裡。

## 複輔音字母
由於近年電腦化的緣故，不少語言都利用複輔音來表示自己語言內的輔音字母。不過，並非所有採用多於一個字母的輔音字母都是複輔音字母。例如：漢語拼音裡的“zh”、“ch”、“sh”都不是複輔音字母，因為這些字母都只表示一個音位。相反，英語的“x”卻是一個複輔音字母，因為英語的“x”其實表示了/k/和/s/兩個音；由例如希臘字母的“Ψ”亦是一個由/p/和/s/兩個音組成的複輔音字母。